# Кутаков, Леонид Николаевич
Леонид Николаевич Кутаков (6 ноября 1919 — 26 апреля 2000) — советский историк и дипломат. Чрезвычайный и полномочный посол.

## Биография
Окончил Московский институт философии, литературы и истории (1941) и Высшую дипломатическую школу НКИД СССР (1946). Доктор исторических наук (1961), профессор. Владел английским, немецким и японским языками. На дипломатической работе с 1946 года.
- В 1941—1943 годах — служба в армии.
- В 1943—1946 годах — учёба в Высшей дипломатической школе НКИД СССР по восточному отделению.
- В 1946—1951 годах — атташе Архивного управления МИД СССР.
- В 1951—1955 годах — заместитель директора МГИМО по научной работе.
- В 1955—1957 годах — советник директора Пекинского дипломатического института.
- В 1957—1958 годах — заместитель директора МГИМО по научной работе.
- В 1958—1960 годах — советник Посольства СССР в Японии.
- В 1960—1963 годах — заведующий кафедрой всеобщей истории МГИМО.
- В 1961—1963 годах — заместитель директора Института истории АН СССР.
- В 1963—1965 годах — ректор МГИМО.
- В 1965—1968 годах — старший советник Постоянного представительства СССР при ООН.
- В 1968—1973 годах — заместитель генерального секретаря ООН по политическим вопросам.
- В 1973—1981 годах — на ответственной работе в центральном аппарате МИД СССР.
- В 1974—1978 годах — член Исполнительного совета ЮНЕСКО.

## Основные работы
Автор более 80 монографий, научно-исследовательских и историографических статей. В их числе:
- Кутаков Л. Н. Портсмутский мирный договор (Из истории отношений Японии с Россией и СССР. 1905-1945 гг.). — М.: Соцэкгиз, 1961. — 291 с.
- Кутаков Л. Н. История советско-японских дипломатических отношений. — М.: Издательство ИМО, 1962. — 560 с.
- Кутаков Л. Н. Внешняя политика и дипломатия Японии. — М.: Международные отношения, 1964. — 536 с.
- Кутаков Л. Н. Очерки новейшей истории Японии, 1918-1963: пособие для учителя. — М.: Просвещение, 1965. — 295, [1] с.: карт.
- Исраэлян В. Л., Кутаков Л. Н. Дипломатия агрессоров: германо-итало-японский фашистский блок. История его возникновения и крах. — М.: Наука, 1967. — 436 с.
- Кутаков Л. Н. История международных отношений и внешней политики СССР (1917-1972): пособие для учителей (факультативный курс). — М.: Просвещение, 1975. — 268, [2] с.
- Кутаков Л. Н. От Пекина до Нью-Йорка: записки советского ученого и дипломата. — М.: Наука, Главная редакция восточной литературы, 1983. — 271 с.
- Кутаков Л. Н. Россия и Япония. — М.: Наука, Главная редакция восточной литературы, 1988. — 381, [3] с.